# Brassaiopsis triloba
Brassaiopsis triloba är en araliaväxtart som beskrevs av Kuo Mei Feng. Brassaiopsis triloba ingår i släktet Brassaiopsis och familjen Araliaceae. Inga underarter finns listade.